# As-Sabcha
As-Sabcha (arab. السبخة) – miasto w Syrii, w muhafazie Ar-Rakka. Siedziba poddystryktu As-Sabcha. W 2004 roku liczyło 11 567 mieszkańców.